# CGC Viareggio 1974
Questa voce raccoglie le informazioni riguardanti il CGC Viareggio nelle competizioni ufficiali della stagione 1974.

## Stagione
Terza stagione in Serie A. Il capocannoniere del Viareggio, Riccardo Pardini, si infortuna seriamente dopo 7 giornate e praticamente tornerà a fine campionato. Per la sostituzione il CGC prende il suo primo straniero Salcedo, un argentino. Succede un po' di tutto e Coppola dà le dimissioni da allenatore, ma non solo per i risultati non buoni. Bargellini è chiamato a salvare la stagione. All'ultima giornata, in una partita drammatica, il Viareggio pareggia a Lodi per 1-1 e la Triestina vince e si salva. Ancora una volta i bianconeri retrocedono e ancora per un solo punto.

## Maglie e sponsor
|  | 1ª divisa | 2ª divisa |

## Rosa
| N° | Naz.                 | Ruolo | Sportivo             |  |  |  |
| -- | -------------------- | ----- | -------------------- |  |  |  |
|    | Italia (bandiera)    | E     | Paolo Bandieri       |  |  |  |
|    | Italia (bandiera)    | E     | Riccardo Pardini     |  |  |  |
|    | Italia (bandiera)    | P     | Bertucelli           |  |  |  |
|    | Italia (bandiera)    | P     | Alessandro Pardini   |  |  |  |
|    | Italia (bandiera)    | E     | Marcello Della Latta |  |  |  |
|    | Argentina (bandiera) | E     | Esteban Salcedo      |  |  |  |
|    | Italia (bandiera)    | E     | Francesco Martini    |  |  |  |
|    | Italia (bandiera)    | E     | Rinaldo Musetti      |  |  |  |
|    | Italia (bandiera)    | P     | Franco Palagi        |  |  |  |
|    | Italia (bandiera)    | E     | Franco Piacentini    |  |  |  |
|    | Italia (bandiera)    | E     | Lirio Valenti        |  |  |  |
|    | Italia (bandiera)    | E     | Pollacchi            |  |  |  |
|    | Italia (bandiera)    | E     | Consorti             |  |  |  |
|    | Italia (bandiera)    | E     | Vezzuto              |  |  |  |